# Маймуна бинт аль-Харис
Майму́на бинт аль-Ха́рис (араб. ميمونه بنت الحارث‎; 594, Мекка — 671, ?) — одна из жён пророка Мухаммада, мать правоверных.

## Биография
Маймуна бинт аль-Харис была сестрой Умм аль-Фадль — жены его дяди аль-‘Аббаса. При рождении её звали Баррой, однако пророк Мухаммад назвал её Маймуной. В период язычества она была замужем за Масуда ибн Амра, но затем развелась с ним и вышла замуж за Абу Рухума ибн Абд аль-Уззу. Спустя некоторое время, она осталась вдовой.
Пророк Мухаммад женился на ней по совету аль-‘Аббаса в 628 году во время первого малого паломничества мусульман (умры). Она была последней его женой, после которой он ни на ком не женился. Маймуна была добродетельной и набожной женщиной. Известно около 70 хадисов, переданных ею.